# トミドコロ
トミドコロ（1982年5月9日 - ）は、日本のピン芸人。本名、冨所 大輔（とみどころ だいすけ）。
千葉県松戸市出身。グレープカンパニー所属。身長174cm、体重93.5kg(現在は東北魂TVの企画でダイエットし79kg)。松戸市立上本郷小学校、松戸市立第三中学校卒

## 概説
2006年、浅井企画お笑いタレントセミナーの同期で同じ事務所のダイモン（現・ゆるえもん）と共に「ハリネズミ」のコンビ名で活動開始。当時はボケ担当。2009年8月にコンビ解散後はピン芸人として活動。所属事務所はフラットファイヴを経て、2010年7月1日からグレープカンパニー。
ネタは主に1人で何人もの人物を演じる1人コント。だるまさんがころんだを色々な国の設定で行うという持ちネタがある。フリートークではカンニング竹山のようなキレキャラ。
2010年、『めちゃ×2イケてるッ!』での「新メンバーオーディション」で最終選考まで残ったが、レギュラー入りはならなかった。
2015年、『めちゃイケ』に再び出演したのをきっかけに、同年のワールドカップバレー公認キャラクター「バボドコロ」として（本家のバボちゃんと一緒に）活動することが決定した。既に5月13日のヤクルト戦の始球式や6月のワールドリーグの会場応援にも登場している。ただし7月は毎年恒例となっている、夏の高校野球千葉大会の取材および応援番組出演（いずれも千葉テレビ放送）を行っているため、バボドコロとしての活動は限られる（2016年のリオデジャネイロオリンピックバレーボール世界最終予選でも会場の東京体育館で応援をした）。なお、夏の高校野球千葉大会関連番組の出演は2020年で終了し、事実上いけだてつやにその役割が移行された。
2015年10月1日、旧知のホシカワとお笑いコンビ「カラフルトランプ」を結成するも、2018年5月31日に解散。

## 特徴・エピソード
- 船橋市立船橋高等学校（市立船橋高校）時代は野球部に所属し、1学年下には元プロ野球選手の林昌範も在籍していた。『これからはパ・リーグだ!』に出演した際は、千葉ロッテマリーンズのファンとして登場した。その回では「キャラが被る」として避けられてきた同じキレキャラのカンニング竹山と共演した。
- トミドコロという珍しい名字故、R-1ぐらんぷり2008出場時のエントリーに“トミドカロ”と間違えて表記された。翌年の予選では「トミドユーロ」として出場、2回戦まで進出。
- 日活スター顔、昔の二枚目と称されることが多い。
- 大学の頃に塞ぎ込んでいた時代があった。
- ホテル清掃のバイトをしている。プロ野球シーズン中は東京ドームでバイトをしている。
- 東京お台場で行われたフジテレビ夏の恒例イベント「お台場合衆国2011〜ぼくらがNIPPON応援団!〜」で、トミドコロがイベント期間中に来場者とハグするトミドコロの夏ハグ〜日本をひとつに、抱きしめ大作戦〜に挑戦。8月1日 - 30日で5万361人とハグし、「1ヶ月で2万人」というこれまでのギネス記録を見事更新した。トミドコロには“合衆国抱きしめ隊長”として1人ハグするごとに10円の支援金を寄付する条件が与えられており、47日間で6万6803人とハグしたことから66万8030円を自腹で寄付することになった。

## 出演番組

### テレビ
レギュラー出演
- ナイツ塙の東葛ヤッホー（J:COMチャンネル）2024年4月1日 - 、サブMC

過去のレギュラー・ゲスト出演など
- めちゃ×2イケてるッ!（フジテレビ）
- オンバト+（NHK総合）戦績4勝5敗 最高433KB
- 爆笑レッドシアター（フジテレビ） 2010年1月13日
- 爆笑ホワイトカーペット（フジテレビ） 2010年3月20日、キャッチコピーは「エキセントリック劇場」
- 爆笑レッドカーペット（フジテレビ） 2010年4月25日、キャッチコピーは「エキセントリック劇場」
- ピカルの定理（フジテレビ）
- 夜明けのマルシェ（日本テレビ）
- 笑売寺（BeeTV）
- お笑い図鑑 ハマヌキ（tvk）
- 王笑III（メ〜テレ） 2010年3月25日
- オモバカレジェンド（フジテレビ） 2010年9月18日
- 笑っていいとも!「この気持ちあるある!なりきり川柳」（フジテレビ） 2010年11月15日
- 想像穴埋めバラエティ シャシンカン（テレビ静岡） 2010年11月25日
- 爆笑一番（秋田テレビ） 2011年1月27日・2月8日
- クイズ!ヘキサゴンII（フジテレビ） 2011年2月16日
- VS嵐（フジテレビ） 2011年5月5日
- 元祖爆笑王のすすきの伝説・よるたま（TVh） 2011年5月9日
- run for money 逃走中（フジテレビ） 2011年7月5日
- これからはパ・リーグだ!（TOKYO MX） 2011年8月7日
- はねるのトびら（フジテレビ） 2011年9月7日
- OTOBOKE Bar（TOKYO MX） 2011年10月24日、31日
- 見ドコロ!合衆国・ハグラナイト合衆国・笑いドコロ!合衆国
- トミドコロの夏ハグ完全密着SP
- 全国高等学校野球選手権千葉大会関連番組（いずれもチバテレ）
  - 速報!今日の高校野球　2012年 - 2013年（毎年7月）、MC
  - 高校野球全力応援TV ガチファン（チバテレ） 2014年 - 2018年（毎年7月）、MC
  - 高校野球ダイジェスト 白球ナイン 2019年7月18日
  - 夏の高校野球千葉大会開幕直前SP 出場校紹介 2020年8月1日、ナレーター
- GON（テレビ東京） 2012年9月24日、声優（シマウマ 役）
- SANDWICH-MAN QUIZ THE PRICE SHOW（チバテレ） 2012年10月 - 2013年7月
- SANDWICH-MAN QUIZ THE PRESEN SHOW（チバテレ） 2013年9月 - 2014年3月
- うつけもん（フジテレビ）- 2014年4月23日
- 週刊サンド新聞社（チバテレ） 2014年4月 - 5月
- 上田ちゃんネル（CSテレ朝チャンネル、上田義塾・新メンバー・トライアウト、2012年6月12日・6月26日放送分）
- 我ら1パチ5スロ応援団!（パチンコ★パチスロTV!） 2012年10月 - 2014年12月
- 報道スクープSP　激動！世紀の大事件IV（フジテレビ）- 2016年12月17日、アメリカ同時多発テロ・日本人生還者役
- 熱烈!ホットサンド!（札幌テレビ）
- 楽遊のさきどり★アイドル塾（2019年10月4日 - 2021年10月2日、TOKYO MX） - 番組内コーナー「アイドルに世界一受けてほしい授業」講師：MC。2021年11月からはミクチャ配信に移行。
- 楽遊のさきどり☆ボーイズ（2020年9月4日 - 2021年9月21日、TOKYO MX） - チーフ講師：MC。2021年10月からはミクチャ配信に移行。
- 西村京太郎トラベルミステリー71（2020年1月5日、テレビ朝日）- 桐生忠仁 役
- パチンコバトル～渋谷でキャノンボール大決戦～（2021年4月1日、スカチャン1・CS801）[7]
- サンド道楽（2022年5月29日、6月5日、BSフジ）-「東北グルメ」道楽　岩手編・青森＆山形編
- 限界突破！やってM!LK（TBS）2024年10月18日 - 2025年3月28日、ミルミルくん として

### ラジオ
- レコメン!（文化放送） 2011年4月12日 - 2023年、火曜日レギュラー

### CM
- Hotels.comブレジャー
  - 「無料でアフター延泊篇」（2019年9月1日-）
  - 「ローラーコースター篇」（2019年9月1日-）